# Vulkanski pepel
Vulkanski pepel je fin prah s premerom zrnc manjšim od 2 mm, ki pade na zemljo po izbruhu ognjenika.

## Nastanek in karakteristike
Vulkanski pepel nastane le ob eksplozivnem izbruhu ognjenika. Ob velikem pritisku, ki nastane ob tem se kamnine in magma v trenutku spremenijo v plin in drobne delce. Te delce eksplozija vrže visoko v zrak, kjer obstanejo toliko časa, da se ohladijo nato pa jih veter raznese po okolici, dokler se ne spustijo nazaj na zemljo v obliki različno debele plasti (podobno kot sneg ali pepel).
Za razliko od pepela, ki nastane ob gorenju organskih snovi, je vulkanski pepel trd in abraziven in se ne topi v vodi. Na ta način je bolj podoben puščavskemu pesku kot pepelu. Pepel, ki se naloži v večjih količinah vsebuje praviloma večje delce, ki so bolj vroči in se lahko ob nalaganju sprimejo, kar povzroči nastanek mehkih vulkanskih kamnin (tuf). 

## Nevarnosti in vpliv na okolje
Večje količine vulkanskega prahu v ozračju lahko zastrejo sonce za dlje časa, kar vodi v hiter spust temperature ozračja. Večje količine prahu lahko uničijo velike površine obdelovalnih površin, sam prah pa je nevaren tudi ljudem. Vdihavanje večjih količin prahu lahko ima resne posledice, saj se tak prah v pljučih sprime in lahko celo povzroči smrt. Prah je zaradi majhnih delcev nevaren tudi za vse vrste motorjev z notranjim zgorevanjem. Taki motorji namreč za delovanje, potrebujejo zrak, ki pa se dovaja preko filtrov in, ki jih lahko vulkanski pepel zamaši. 
Poleg negativnih posledic ima lahko nalaganje vulkanskega pepela tudi prednosti. Prst, ki je v preteklosti nastala iz tega pepela je namreč zelo rodovitna in polna mineralnih snovi. Prav zato je kmetijstvo v vulkansko aktivnejših predelih sveta navadno dobro razvito.